# Theoctist de Neapole

Theoctist a fost duce de Neapole într-o perioadă de confuzie a ducatului. Domnia lui a început cândva în jurul anului 818 și a durat până în 821.
La moartea ducelui Anthimus, in Neapole a izbucnit un război de succesiune, cu participarea unui mare număr de pretendeți la tronul ducal. Anthimus nu își dăduse consimțământul nobilimii de a-l alege pe succesorul său, așa încât Neapole a rămas de jure fără duce la moartea sa. Populația, observând incertitudinea din rândul aristocrației, a dat o lovitură de stat prin ocuparea Praetorium-ului, având sprijinul straturilor înalte din ierarhia militară, și a constrâns pe cei de la conducere să trimită o delegație în Sicilia, pentru a solicita numirea unui nou duce de către patrikios-ul bizantin de acolo, care era superior ierarhic față de Ducatus Neapolitanus.
Prin numirea lui Theoctist în postul vacant, Neapole a fost din nou adus sub influența bizantină. Theoctistus a fost un militar ca funcție și ca temperament și a deschis o perioadă de războaie pentru ducat. Cu toate acestea, el a fost înlocuit de către un alt duce numit din Sicilia, Theodor al II-lea, care a ajuns la Napoli în 821.